# Clostridium tetani
O Clostridium tetani é uma bactéria, que é a causadora do tétano.

## Características morfológicas
O clostridium tetani são bactérias Gram-positivas, anaeróbicas, grandes, fermentativas, catalase-negativas, oxidase-negativas e que requerem meios enriquecidos para crescer. São bacilos retos e delgados, e a maioria possui motilidade pela presença de flagelos peritríquios. Possuem endósporos esféricos, que são terminais e deixam uma saliência na célula-mãe, dando assim, um aspecto característico, em forma de “raquete”, aos microrganismos esporulados.
Os endósporos são resistentes a agentes químicos e à fervura, mas são destruídos por autoclave a 121°C por 15 minutos. O Clostridium tetani tem um crescimento invasor e é hemolítico em ágar-sangue devido à produção de tetanolisina.

## Habitat
Os clostrídios são saprófitos encontrados no solo, na água fresca ou em sedimento marinho com potencial redox apropriadamente baixo. Eles constituem parte da microbiota intestinal normal, e alguns podem ser isolados como endósporos no músculo ou no fígado. Endósporos isolados, quando são ativados, podem produzir doenças.

## Modo de infecção
As infecções ocorrem quando endósporos são introduzidos nos tecidos traumatizados a partir do solo ou de fezes. Locais comuns de infecção incluem feridas profundas em equinos, ovinos e bovinos. A presença de tecido necrótico, de corpos estranhos e de microrganismos anaeróbios facultativos contaminantes em feridas pode criar condições de anaerobiose nas quais os esporos de C. tetani tornam-se fáceis de germinar. As bactérias vegetativas, ao multiplicarem-se em tecidos necróticos, produzem a exotoxina tetanolisina, que não aparenta ter significância patogênica, e a potente neurotoxina tetanospasmina, que é responsável pelos sinais clínicos do tétano. Os clostrídios podem replicar mais rápido nos tecidos quando a toxina hemolítica tetanolisina é liberada. A neurotoxina viaja pelos nervos periféricos ou corrente sanguínea para os terminais de nervos motores, afetando vários grupos de músculos em várias intensidades. A toxina age pré sinapticamente nos neurônios motores, bloqueando a inibição sináptica e causando uma paralisia e espasmos tetânicos.

### Infecção em animais
Equinos são mais suscetíveis que humanos e outros animais em geral (a bactéria pode ser encontrada nas fezes de equinos) - A infecção normalmente ocorre por meio de feridas acidentais ou cirúrgicas, que entram em contato com o esterco ou o solo. Os potros recém-nascidos estão sujeitos a infectar-se por via umbilical.
Em bovinos, caprinos e ovinos a contaminação pela bactéria ocorre em atividades rotineiras, como em cirurgias, colocação de argolas no focinho, tosquia e castração

### Sinais clínicos
Os sinais clínicos da neurotoxina produzida pela bactéria são semelhantes em todos os animais domésticos. Entretanto, a intensidade e natureza desses sinais variam de acordo com a quantidade de toxina produzida, o sítio anatômico de proliferação da bactéria, e a suscetibilidade da espécie afetada. Feridas localizadas na região cranial propiciam um período de incubação mais curto, além de aumentar a possibilidade de tétano generalizado. Em espécies menos suscetíveis, como cães, a ocorrência de tétano localizado é mais comum, apresentando-se como espasmos e rigidez muscular próximo ao local afetado, por conta da ação das toxinas nas terminações nervosas locais.
Alguns destes sinais clínicos incluem: taxas respiratória e cardíaca alteradas, espasmos localizados, trismas da mandíbula, prolapso de terceira pálpebra, paralisia espástica da musculatura dos membros. Estas contrações podem ser tão fortes a ponto de causarem fraturas das vértebras. Em equinos, a rigidez generalizada dos músculos pode forçar os membros a uma posição de "cavalete". Além disso, observam-se: distensão abdominal, agalactia, ataxia, cólicas, desidratação, constipação intestinal, timpanismo, cianose, febre, excitação, miotonia, dispnéia, opistótono, hiperestesia, disfagia, midríase, taquicardia, incontinência urinária, vômitos, regurgitação, morte súbita, dentre outros. A morte resulta de parada respiratória. Como a quantidade de toxina capaz de induzir a doença tende a ser mais baixa que o requerido para estimular a produção de anticorpos, os animais recuperados não ficam totalmente imunes às doença.